# 细茎银莲花
细茎银莲花（学名：Anemone rossii）为毛茛科银莲花属的植物。分布于朝鲜以及中国大陆的吉林、辽宁等地，生长于海拔600米至810米的地区，一般生于山地林下，目前尚未由人工引种栽培。